# حفظ القرآن
حفظ القرآن هو الاستظهار والعمل بمقتضاه والاشتغال به تدبراً واستنباطاً وتعليماً وتعلما، وهناك عوامل تحقق الحفظ الأمثل لكتاب الله منها: الاستعداد الشخصي، ووحدة الذكاء وقوة الذاكرة، وتنظيم الوقت وتحديد الدروس، وإيجاد الحوافز والمرغبات، ويستحب حفظ القرآن إجماعاً، وحفظه فرض كفاية إجماعاً، والسر في أن الله سبحانه وتعالى كلف الأمة بحفظ القرآن، ليكون معجزاً بلفظه فضلاً عن معانيه، وكان النبي يعلم الصحابة تعليماً عملياً فيردد الصحابي أمام الرسول بطريق الترديد والتسميع بقصد التصحيح، ورغب النبي في حفظ القرآن في أحاديث كثيرة، وتفاوت الصحابة في الحفظ، فمنهم من كان يحفظه كله، ومنهم من يحفظ جله، ومنهم من كان يحفظ بعضه، وقد اشتهر بحفظ القرآن من الصحابة أبو بكر، وعمر، وعثمان وعلي، وطلحة بن عبيد الله، عبادة بن الصامت، ومعاذ بن جبل، وأبي بن كعب، وعائشة، وحفصة، وأم سلمة، وأم ورقة، وغيرهم.

## مفهوم حفظ القرآن
الحفظ: لغة الحراسة ‌ونقيض النسيان، وهو: التعاهد وقلة الغفلة، وهو ملكة يقتدر بها على تأدية المحفوظ.
حفظ القرآن: الاستظهار والعمل بمقتضاه أي وعيه على ظهر قلب، والاشتغال به تدبراً واستنباطاً وتعليماً وتعلماً.
حافظ القرآن: مصطلح يستخدمه المسلمون لوصف من أتم حفظ كتاب المسلمين المقدس القرآن.

## الترغيب في حفظ القرآن
1. ومن أعظم نعم الله تعالى على عباده أن يسر لهم حفظ القرآن، فقال تعالى: {ولقد يسرنا القرآن للذكر فهل من مدكر}[22]، أي سهلناه للحفظ وأعنا عليه من أراد حفظه، فهل من طالبٍ لحفظه فيعان عليه.[8]
2. روى مسلم أن النبي صلى الله عليه وسلم قال: ما اجتمع قوم في بيت من بيوت الله يتلون كتاب الله ويتدارسونه بينهم إلا نزلت عليهم السكينة وغشيتهم الرحمة، وحفتهم الملائكة، وذكرهم الله فيمن عنده.[23]
3. قال صلى الله عليه وسلم الذي يقرأ القرآن وهو ماهر به مع السفرة الكرام البررة، والذي يقرأ القرآن، وهو يتعتع فيه وهو عليه شاق له أجران.[24][25]
4. قال صلى الله عليه وسلم من قرأ حرفاً من كتاب الله تعالى فله به حسنة، والحسنة بعشر أمثالها، لا أقول الم حرف، ولكن ألف حرف، ولام حرف، وميم حرف.[26]
5. قال صلى الله عليه وسلم: لا حسد إلا في اثنتين: رجل آتاه الله القرآن وهو يقوم به آناء الليل وآناء النهار، ورجل آتاه الله مالا فهو ينفقه آناء الليل وآناء النهار.[27][28]
6. قال صلى الله عليه وسلم: يقال لقارئ القرآن: اقرأ وارتق ورتل كما كنت ترتل في الدنيا، فإن منزلتك عند آخر آية كنت تقرؤها.[29][30]
7. قال صلى الله عليه وسلم خيركم من تعلم القرآن وعلمه.[6][28]

## مميزات حافظ القرآن
1. استكمال القرآن كله حفظاً وضبطاً، فلا يسمى من حفظ نصف القرآن أو ثلثه، ولم يستكمله، حافظاً على الأرجح، وعلى المتبادر إلى الأذهان، وإلا صح أن يسمى جميع المسلمين حملة القرآن أو حفظة كتاب الله، إذ لا يخلو مسلم من حفظ الفاتحة وهي من أركان الصلاة على مذهب الأكثرين، وعليه فمصطلح حافظ القرآن أو حامل القرآن لا يكاد يطلق إلا على من حفظ القرآن كله، وضبط ضبطاً يؤهله لأدائه إلى غيره على قواعد التلاوة وأسس التجويد المعروفة.
2. المواظبة والمداومة وبذل المجهود لصيانة المحفوظ من النسيان، فمن حفظ القرآن ثم نسيه أو نسي بعضه أو جله إهمالا وغفلة لغير عذر ككبر أو مرض لا يسمى حافظاً ولا يستحق لقب "حامل القرآن".[1][31]

## ‌‌ العوامل الضرورية لحفظ القرآن
1. الاستعداد الشخصي:
  - الاستعداد الشخصي: تقرر الدراسات التربوية الحديثة أن ثمة صفات شخصية لها دور فعال في عملية الإنجاز أيا كان، دراسة واستيعابا، أو حفظا واستذكارا، وهي الصفات التالية:
  - الرغبة.
  - التطلع.
  - الاهتمام.
  - وإذا اجتمعت هذه الصفات في الطالب أوجدت لديه التركيز الذي يأتي تلقائياً، ومن ثم لا يجد صعوبة كبيرة في الإنجاز.
2. حدة الذكاء وقوة الذاكرة.
3. تنظيم الوقت وتحديد الدروس.
4. الالتزام بنسخة واحدة من المصحف الشريف.
5. ضرورة التلقي عـن مقرئ.
6. إيجاد الحوافز والمرغبات.[1]

## حكم حفظ القرآن
يستحب حفظ القرآن إجماعاً، وحفظه فرض كفاية إجماعاً، قال ابن الصلاح قراءة القرآن كرامة أكرم الله بها بني آدم، والملائكة لم يعطوا هذه الفضيلة وهي حريصة على استماعه من الإنس، قال الدميري وقد يتوقف فيه من جهة أن جبريل هو النازل بالقرآن على النبي صلى الله عليه وسلم، وقال الله تعالى في وصف الملائكة {فالتاليات ذكرًا}، أي تتلو القرآن.
قال السيوطي في "الإتقان إن من فروض الكفايات على الأمة حفظ قوم منهم كل القرآن، وتعليمه أيضاً فرض كفاية وهو من أفضل القرب، وبلوغ العدد إلى حد التواتر فيه اختلافات، والصحيح أن العدد ليس بشرط في حد التواتر، بل حده عدم تجويز العقل تواطؤهم على الكذب.

## ‌‌‌‌‌‌الطريقة العملية للحفظ
كان الرسول صلى الله عليه وسلم يعلم الصحابة تعليماً عملياً، فيردد الصحابي أمام الرسول بطريق الترديد والتسميع بقصد التصحيح، وفي ذلك ورد حديث الدعاء قبل النوم عن البراء بن عازب قال النبي صلى الله عليه وسلم: إذا أتيت مضجعك فتوضأ وضوءك للصلاة ثم اضطجع على شقك الأيمن ثم قل اللهم أسلمت نفسي إليك ووجهت وجهي إليك، وفوضت أمري إليك، وألجأت ظهري إليك، رغبة ورهبة إليك لا ملجأ ولا منجى منك إلا إليك، آمنت بكتابك الذي أنزلت ونبيك الذي أرسلت، فإن مت من ليلتك مت وأنت على الفطرة، واجعلهم آخر ما تتكلم به، قال فرددتهن لأستذكرهن فقلت آمنت برسولك الذي أرسلت، قال قل آمنت بنبيك الذي أرسلت.
وأما تعليم القرآن فقد أشار إليه الصحابي الجليل جابر بن عبد الله في حديث تعلم الاستخارة، قال كان رسول الله صلى الله عليه وسلم يعلمنا الاستخارة في الأمور كلها كما يعلمنا السورة من القرآن يقول لهم إذا هم أحدكم بالأمر فليركع ركعتين من غير الفريضة ثم ليقل اللهم إني أستخيرك بعلمك .....
والشاهد قول جابر (كما يعلمنا السورة من القرآن) فدل على أن تعليم القرآن كان أمراً واقعاً بين رسول الله صلى الله عليه وسلم وأصحابه تلقياً وتلقيناً، ولقد كانت همة النبي صلى الله عليه وسلم عند نزول القرآن هي حفظه واستظهاره ثم يقرأه على الناس على مكث ليحفظوه ويستظهروه قال تعالى: {هو الذي بعث في الأميين رسولاً منهم يتلو عليهم آياته ويزكيهم ويعلمهم الكتاب والحكمة وإن كانوا من قبل لفي ضلالٍ مبين}، ومن شأن الأمي أن يعول على حافظته فيما يهمه أمره، ويعينه استحضاره وجمعه، خصوصاً إذا أوتي من قوة الحفظ والاستظهار ما ييسر له هذا الجمع والاستحضار، ثم جاء القرآن فبهرهم بقوة بيانه، وأخذ عليهم مشاعرهم بسطوة سلطانه، فخلعوا عليه حياتهم حين علموا أنه روح الحياة.
وقد كان الشيخ علم الدين السخاوي يقرأ عليه اثنان وثلاثة في أماكن مختلفة ويرد على كل منهم، أي يصحح خطأهم إذا أخطؤوا، سواءً في ذلك الاستحفاظ أو أداء العبادات، لذا كان من أهم نتائج هذا الأسلوب ما يلي:
- تعود الدقة وتوخي صحة النتائج: فكل متعلم يمارس العمل أمام معلمه، ثم يناظره المعلم ويصحح أخطاءه فيغرس في نفس المتعلم عدم العود إلى الخطأ مع ثبات الصواب.
- شعور المتعلم بالمسؤولية عن صحة العمل: وهذا يجعل منهجية التربية الإسلامية منهجية حركية فكرية عاطفية مبنية على الوعي والدقة وصحة الأداء، فالدقة في العواطف والاتجاهات والأفكار تتجلى في إخلاص النية وتوجيه العمل نحو إرضاء الله جل جلاله بلا رياء ولا استكبار ولا استهتار، تواكبها الدقة في حركية العمل أو لفظية القول.[6]

## فضائل حفظ القرآن
1. روى أبي مسعود الأنصاري، قال قال رسول الله صلى الله عليه وسلم: «يؤم القوم أقرؤهم لكتاب الله، فإن كانوا في القراءة سواء فأعلمهم بالسنة[37]، وهذا مقام آخر من مقامات الأفضلية للحافظ، بأن قدم على كل من حضر في المسجد للصلاة.
2. روى أبي هريرة قال: بعث رسول الله صلى الله عليه وسلم سرية فاستقرئوا القرآن على أسنانهم قال: ففضلهم شاب بـ سورة البقرة، فقال رسول الله صلى الله عليه وسلم: «أنت أمير القوم»، قال: فغضب شيخ في القوم، فقال: يا رسول الله، أتؤمره وأنا أكبر منه، فقال رسول الله صلى الله عليه وسلم: «إنه أكثرهم قرآنا»، قال: فقال الشيخ: فوالله يا رسول الله، ما يمنعني أن أتعلم القرآن إلا أني أخشى أن لا أقوم به، فقال رسول الله: «تعلموا القرآن، فإنما مثل حامل القرآن كمثل حامل جراب مسك إن فتحه فتحه طيبا، وإن وعاه وعاه طيبا.[37]
3. روى ابن عباس قال: قال رسول الله صلى الله عليه وسلم من قرأ القرآن قبل أن يحتلم فقد أوتي الحكم صباه.[37]
4. والحافظ مقدمٌ في المشورة روى ابن عباسٍ رضي الله عنهما قال: كان القراء أصحاب مجلس عمر ومشاورته، كهولاً كانوا أو شباناً.
5. والحافظ مقدمٌ في قبره، فكما أعلى الله تعالى شأن حافظ القرآن في الدنيا، فقد أعلى شأنه في الآخرة، فهو أولى الناس بالتقديم حتى بعد موته، روى جابر بن عبد الله رضي الله عنهما قال: كان النبي صلى الله عليه وسلم يجمع بين رجلين من قتلى أحد، ثم يقول أيهم أكثر أخذاً للقرآن؟ فإذا أشير له إلى أحدهما قدمه في اللحد، فقال أنا شهيدٌ على هؤلاء يوم القيامة.
6. عن عامر بن واثلة أن نافع بن الحارث لقي عمر بعسفان، وكان عمر يستعمله على مكة فقال: من استعملت على أهل الوادي؟ فقال: ابن أبزى قال: ومن ابن أبزى؟ قال: مولًى من موالينا قال فاستخلفت عليهم مولًى؟ قال إنه قارئٌ لكتاب الله عز وجل، وإنه عالمٌ بالفرائض، قال عمر أما إن نبيكم صلى الله عليه وسلم قد قال إن الله يرفع بهذا الكتاب أقواماً ويضع به آخرين.
7. عن عبد الله بن عمرو رضي الله عنهما قال: قال رسول الله صلى الله عليه وسلم يقال لصاحب القرآن اقرأ وارتق ورتل كما كنت ترتل في الدني، فإن منزلك عند آخر آيةٍ تقرؤها.
8. عن محمد بن كعب، قال: ما ذهب عقل رجل قط إذا حفظ القرآن، وإن بلغ عمراً.[38]
9. حافظ القرآن مع السفرة الكرام البررة واستحقاق ظل الله يوم لا ظل إلا ظله، فعن عائشة رضي الله عنها أن النبي قال: (مثل الذي يقرأ القرآن وهو حافظ له مع السفرة الكرام البررة، ومثل الذي يقرأ وهو يتعاهده وهو عليه شديد فله أجران).[39]

## فضائل تعاهد القرآن
1. القرآن مصدر التلقي عند الأمة، فإليه الحكم والتحاكم، ومنه الاستمداد والتشريع، وما من صغيرة أو كبيرة إلا ونبؤها في هذا الكتاب العزيز (وما كان ربك نسياً) مريم64.
2. التأسي بالنبي صلى الله عليه وسلم، (لقد كان لكم في رسول الله أسوة حسنة لمن كان يرجو الله واليوم الآخر وذكر الله كثيراً) الأحزاب21.
3. الحرف بحسنة والحسنة بعشر، قال رسول الله صلى الله عليه وسلم: (من قرأ حرفاً من كتاب الله فله به حسنة، والحسنة بعشر أمثالها، لا أقول الم حرف ولكن ألف حرف ولام حرف وميم حرف) رواه الترمذي.
4. حملة القرآن هم أهل الله، قال رسول الله صلى الله عليه وسلم: (إن لله أهلين من الناس) قالوا: يا رسول الله، من هم؟ قال: (هم أهل القرآن، أهل الله وخاصته) رواه ابن ماجه.
5. شفاعته لحامله قال رسول الله صلى الله عليه وسلم: (اقرؤوا القرآن، فإنه يأتي يوم القيامة شفيعا لأصحابه، اقرؤوا الزهراوين: البقرة، وسورة آل عمران، فإنهما تأتيان يوم القيامة كأنهما غمامتان، أو كأنهما غيايتان، أو كأنهما فرقان من طير صواف، تحاجان عن أصحابهما، اقرؤوا سورة البقرة، فإن أخذها بركة، وتركها حسرة، ولا تستطيعها البطلة).[39]

## ما يعين على حفظ القرآن
‌‌ومما روي في الإعانة على حفظ القرآن، ما رواه عبد الله بن عباس، قال بينما نحن عند رسول الله، إذ جاءه علي بن أبي طالبٍ فقال بأبي أنت وأمي تفلت هذا القرآن من صدري، فما أجدني أقدر عليه، فقال رسول الله يا أبا الحسن، أفلا أعلمك كلماتٍ ينفعك الله بهن، وينفع بهن من علمته، ويثبت ما تعلمت في صدرك؟ قال أجل يا رسول الله فعلمني، قال إذا كان ليلة الجمعة فإن استطعت أن تقوم في ثلث الليل الآخر فإنها ساعةٌ مشهودةٌ والدعاء فيها مستجابٌ، وقد قال أخي يعقوب لبنيه (سوف أستغفر لكم ربي) يقول حتى تأتي ليلة الجمعة، فإن لم تستطع فقم في وسطها، فإن لم تستطع فقم في أولها، فصل أربع ركعاتٍ، تقرأ في الركعة الأولى بفاتحة الكتاب وسورة يس، وفي الركعة الثانية بفاتحة الكتاب وحم الدخان، وفي الركعة الثالثة بفاتحة الكتاب والم تنزيل السجدة، وفي الركعة الرابعة بفاتحة الكتاب وتبارك المفصل، فإذا فرغت من التشهد فاحمد الله، وأحسن الثناء على الله، وصل علي وأحسن وعلى سائر النبيين، واستغفر للمؤمنين والمؤمنات ولإخوانك الذين سبقوك بالإيمان، ثم قل في آخر ذلك، اللهم ارحمني بترك المعاصي أبدًا ما أبقيتني، وارحمني أن أتكلف ما لا يعنيني، وارزقني حسن النظر فيما يرضيك عني، اللهم بديع السموات والأرض، ذا الجلال والإكرام والعزة التي لا ترام، أسألك يا ألله يا رحمن بجلالك ونور وجهك أن تلزم قلبي حفظ كتابك كما علمتني، وارزقني أن أتلوه على النحو الذي يرضيك عني، اللهم بديع السموات والأرض، ذا الجلال والإكرام والعزة التي لا ترام، أسألك يا ألله يا رحمن بجلالك ونور وجهك أن تنور بكتابك بصري، وأن تطلق به لساني، وأن تفرج به عن قلبي، وأن تشرح به صدري، وأن تغسل به بدني، فإنه لا يعينني على الحق غيرك، ولا يؤتيه إلا أنت، ولا حول ولا قوة إلا بالله العلي العظيم، يا أبا الحسن تفعل ذلك ثلاث جمعٍ، أو خمسًا، أو سبعًا، تجب بإذن الله، والذي بعثني بالحق ما أخطأ مؤمنًا قط، قال عبد الله بن عباسٍ فوالله ما لبث عليٌ إلا خمسًا أو سبعًا حتى جاء رسول الله في مثل ذلك المجلس فقال: يا رسول الله إني كنت فيما خلا لا آخذ إلا أربع آياتٍ أو نحوهن، وإذا قرأتهن على نفسي تفلتن، وأنا أتعلم اليوم أربعين آيةً أو نحوها، وإذا قرأتها على نفسي فكأنما كتاب الله بين عيني، ولقد كنت أسمع الحديث فإذا رددته تفلت، وأنا اليوم أسمع الأحاديث فإذا تحدثت بها لم أخرم منها حرفًا، فقال له رسول الله عند ذلك، مؤمنٌ ورب الكعبة يا أبا الحسن.

## ‌‌العوامل المساعدة على حفظ القرآن
1. التعبد بالقرآن في الصلاة وخارجها.
2. الترغيب في قراءة القرآن وحفظه.
3. الأمر بتعهد القرآن والتحذير من نسيانه.
4. ارتباط بعض الوظائف الدينية والدنيوية بحفظ القرآن.
5. تفرغ بعض الصحابة ومَن بَعدهم لحفظ القرآن وضبطه.
6. اشتهار العرب بقوة الحافظة، وسيلان الأذهان، وصفاء الفطرة.
7. العلم بان القرآن هو أصل الدين ومنبع الصراط المستقيم.
8. إعجاز القرآن، وسحر بيانه، وعجائب أسلوبه، وحلاوة كلامه.
9. تيسير الوسائل لحفظه في المساجد، والكتاتيب، والبيوت، وغيرها.[5]

## ‌‌ الحكمة في تكليف الأمة بحفظ القرآن
والسر في أن الله سبحانه وتعالى كلف الأمة بحفظ القرآن، ولم يكلف الأمم السابقة بحفظ كتبها وصحفها، أن هذه الكتب لم تكن معجزة بألفاظها ولم يشأ الله ذلك لحكمة يعلمها، بخلاف القرآن، فقد شاء الله سبحانه أن يكون معجزاً بلفظه فضلاً عن معانيه، فكان من الضروري المحافظة على النص بالطريق المفيدة للقطع واليقين، وليس ذلك إلا بأن يحفظه العدد الكثير في كل جيل وعصر، الذين لا يجوز عليهم الكذب، ولا الغلط، ولا السهو، وهو ما يعرف في علم الرواية بالتواتر وقد وفر الله له من الدواعي إلى حفظه ما لم يتوفر لغيره من الكتب السماوية والأرضية،
ومن الحكم أن القرآن هو الأصل الأصيل للدين الخالد الباقي وهو الإسلام، فكان لا بد من المحافظة على كتابه، ليخلد خلود هذا الدين الذي يعتبر القرآن أصلا له، بخلاف التوراة والإنجيل، فقد كانتا كتباً لدينين يمثلان طورين خاصين محدودين حدود الزمان والمكان، من الأطوار التي مرت بها الأديان السماوية حتى وصلت إلى الاكتمال، في دين الإسلام قال صلى الله عليه وسلم وكان كل نبي يبعث إلى قومه خاصة، وبعثتُ إلى الناس عامة.

## تفاوت الصحابة في الحفظ
كان الصحابة متفاوتين في الحفظ قلة وكثرة وإتقاناً وتجويداً، فمنهم من كان يحفظه كله، ومنهم من كان يحفظ جله، ومنهم من كان يحفظ بعضه، ومنهم من كان يحفظ السورة، ومنهم من كان يحفظ السورتين، والثلاث، والخمس، والعشر، والأكثر، ولكن مما لا ينبغي أن يشك فيه أن القرآن كله كان محفوظاً عند الكثرة الكاثرة منهم، التي تفيد التواتر المفيد للقطع واليقين بحيث كان مجموع القرآن عند مجموعهم.

## ‌‌المشتهرون بحفظ القرآن من الصحابة

### أولاً من المهاجرين
أبو بكر، وعمر، وعثمان وعلي، وطلحة بن عبيد الله، وسعد بن أبي وقاص، وعبد الله بن مسعود، وحذيفة بن اليمان، وسالم مولى أبي حذيفة، وأبو هريرة، وعبد الله بن السائب، وعبد الله بن عمرو بن العاص، وعبد الله بن عمر، وعبد الله بن عباس، وعبد الله بن الزبير، وعبد الله بن أم مكتوم، ومصعب بن عمير، وغيرهم كثير.

### ثانياً من الأنصار
عبادة بن الصامت، ومعاذ بن جبل، وأبي بن كعب، وزيد بن ثابت، وأبو الدرداء، وأبو زيد قيس بن السكن أحد عمومة أنس ابن مالك، ومجمع بن جارية، وفضالة بن عبيد، ومسلمة بن مسلمة، وغيرهم كثير.

### ثالثاً: من النساء
عائشة، وحفصة، وأم سلمة، وأم ورقة وغيرهن.
وكان رسول الله صلى الله عليه وسلم يثني على بعض أصحابه القراء المجيدين، حتى يقرأ عنهم، أو ينهج منهجهم من يريد أن يلحق بهم، وذلك أسلوب تربوي عظيم.

## حكم تعليم القرآن
فرض عين بالنسبة للعلماء والقراء وفرض كفاية على عامة المسلمين، ومهما يكن من شيء فإنه يأثم تاركه، ويتعرض لعقاب الله.
كان إقراء القرآن أول ما اهتم به النبي صلى الله عليه وسلم في إبلاغ دعوته، وكان مبعوثوه ورسله صلى الله عليه وسلم إلى مختلف الجهات من أول أعمالهم إقراء الناس القرآن.
- كتب النبي صلى الله عليه وسلم لـعمرو بن حزم حين وجهه إلى اليمن كتاباً أمره فيه بأشياء، منها أن يعلم الناس القرآن، ويفقههم فيه، وفي حديث البراء بن عازب قال ‌أول ‌من ‌قدم ‌علينا ‌من ‌أصحاب ‌النبي ‌صلى الله عليه وسلم ‌مصعب بن عمير ‌و ابن ‌أم ‌مكتوم، ‌فجعلا يقرئاننا القرآن، ثم جاء عمار وبلال وسعد، ثم جاء عمر بن الخطاب في عشرين، ثم جاء النبي صلى الله عليه وسلم فما رأيت أهل المدينة فرحوا بشيء فرحهم به، حتى رأيت الولائد والصبيان يقولون هذا رسول الله قد جاء، فما جاء حتى قرأت قوله تعالى: {سَبِّحِ اسْمَ رَبِّكَ الأَعْلَى}[47]، في سور مثلها.[48][49]
- فمصعب وابن أم مكتوم، كان كل شغلهم واهتمامهم هو أن يقرئوا أهل المدينة كتاب الله، وكان الرجل من المسلمين إذا هاجر إلى المدينة دفعه النبي صلى الله عليه وسلم إلى رجل من الحفظة ليعلمه القرآن، ولما فتح النبي صلى الله عليه وسلم مكة خلف عليها معاذ بن جبل يقرئهم القرآن ويفقههم.[50]
- وعن أنس بن مالك رضي الله عنه قال: جاء ناس إلى النبي صلى الله عليه وسلم فقالوا: ابعث معنا رجالاً يعلمونا القرآن والسنة، فبعث إليهم سبعين رجلاً من الأنصار يقال لهم القراء فيهم خالي حرام يقرؤون القرآن، ويتدارسون بالليل يتعلمون، وكانوا بالنهار يجيئون بالماء، فيضعونه في المسجد، ويحتطبون فيبيعونه، ويشترون به الطعام لأهل الصفة، وللفقراء، فبعثهم النبي صلى الله عليه وسلم، فعرضوا لهم فقتلوهم قبل أن يبلغوا المكان، فقالوا اللهم بلغ عنا نبينا أنا قد لقيناك فرضينا عنك ورضيت عنا، وأتى رجل "حرام بن ملحان خال أنس راوي الحديث"، من خلفه فطعنه برمح حتى أنفذه، فقال حرام فزت ورب الكعبة، فقال رسول الله صلى الله عليه وسلم إن إخوانكم قد قتلوا، وإنهم قالوا اللهم بلغ عنا نبينا أنا قد لقيناك فرضينا عنك ورضيت عنا.[50][51][52]

## فضل تعليم القرآن
1. فضل تعليم القرآن على غيره من الأعمال
  - قال صلى الله عليه وسلم خيركم من تعلم القرآن وعلمه[53]، وسئل سفيان الثوري عن الجهاد وإقراء القرآن أيهما أفضل؟ فرجح إقراء القرآن، واحتج بقوله صلى الله عليه وسلم خيركم من تعلم القرآن وعلمه[53]، وقال أبو عبد الرحمن السلمي التابعي جليل الثقة، فذلك الذي أقعدني مقعدي هذا، وأبو عبد الرحمن هو القائل: حدثنا الذين كانوا يقرئوننا القرآن، أنهم كانوا لا يتجاوزون عشر آيات، حتى يتعلموا ما فيها من العلم والعمل، ولذا يقول فذلك الذي أقعدني مقعدي هذا، وعَلَّمَ القرآن منذ زمن عثمان حتى بلغ عهد الحجاج بن يوسف.
  - وفي حديث عقبة بن عامر قال: خَرَجَ رَسولُ اللهِ صلى الله عليه وسلم وَنَحْنُ في الصُّفَّةِ، فَقالَ: أَيُّكُمْ يُحِبُّ أَنْ يَغْدُوَ كُلَّ يَومٍ إلى بُطْحَانَ، أَوْ إلى العَقِيقِ، فَيَأْتِيَ منه بنَاقَتَيْنِ كَوْمَاوَيْنِ في غيرِ إثْمٍ، وَلَا قَطْعِ رَحِمٍ؟ فَقُلْنَا يا رَسولَ اللهِ، نُحِبُّ ذلكَ، قالَ أَفلا يَغْدُو أَحَدُكُمْ إلى المَسْجِدِ فَيَعْلَمُ، أَوْ يَقْرَأُ آيَتَيْنِ مِن كِتَابِ اللهِ عَزَّ وَجَلَّ، خَيْرٌ له مِن نَاقَتَيْنِ، وَثَلَاثٌ خَيْرٌ له مِن ثَلَاثٍ، وَأَرْبَعٌ خَيْرٌ له مِن أَرْبَعٍ، وَمِنْ أَعْدَادِهِنَّ مِنَ الإبِلِ[54]، سبحان الله! ما أبخلنا على نفوسنا ونحن نهجر هذا القرآن.[55]
2. تعليم القرآن باب عظيم من أبواب الدعوة إلى الله ومجالاتها، قال تعالى: {وَمَنْ أَحْسَنُ قَوْلاً مِّمَّن دَعَا إِلَى اللَّهِ وَعَمِلَ صَالِحًا وَقَالَ إِنَّنِي مِنَ الْمُسْلِمِين}[56]، قال الحافظ ابن حجر والدعوة إلى الله تقع بأمور شتى، من جملتها تعليم القرآن، وهو أشرف الجميع.[57]
3. معلم القرآن والعامل به من خيار الأمة، فهو خيار من خيار، قال تعالى: {كُنتُمْ خَيْرَ أُمَّةٍ أُخْرِجَتْ لِلنَّاسِ تَأْمُرُونَ بِالْمَعْرُوفِ وَتَنْهَوْنَ عَنِ الْمُنكَرِ وَتُؤْمِنُونَ بِاللّهِ}[58]، وما ذاك إلا لأن تعلم القرآن وتعليمه هو الأساس الذي يقوم عليه الدين وبه تعرف الشرائع والأحكام، وبنوره تستضيء الأمة وتتربى على منهجه.
4. توعد الله الذين يكتمون القرآن ولا يُعلِّمونه ولا ينشرونه ولا يبينون أحكامه للأمة بالطرد والإبعاد من رحمته، فقال: {إِنَّ الَّذِينَ يَكْتُمُونَ مَا أَنزَلْنَا مِنَ الْبَيِّنَاتِ وَالْهُدَى مِن بَعْدِ مَا بَيَّنَّاهُ لِلنَّاسِ فِي الْكِتَابِ أُولَـئِكَ يَلعَنُهُمُ اللّهُ وَيَلْعَنُهُمُ اللاَّعِنُون () إِلاَّ الَّذِينَ تَابُواْ وَأَصْلَحُواْ وَبَيَّنُواْ فَأُوْلَـئِكَ أَتُوبُ عَلَيْهِمْ وَأَنَا التَّوَّابُ الرَّحِيم (160)}.[59]
5. أخذ العهد والميثاق على كل أمة أنزل عليها كتاباً، أن تتعلمه وتعلمه ولا تكتم منه شيئًا، أو تقصر في نشره وتبليغه، قال تعالى: {وَإِذَ أَخَذَ اللّهُ مِيثَاقَ الَّذِينَ أُوتُواْ الْكِتَابَ لَتُبَيِّنُنَّهُ لِلنَّاسِ وَلاَ تَكْتُمُونَهُ فَنَبَذُوهُ وَرَاء ظُهُورِهِمْ وَاشْتَرَوْاْ بِهِ ثَمَناً قَلِيلاً فَبِئْسَ مَا يَشْتَرُون}.[60]
6. وتعليم القرآن وتعلمه من أشرف العلوم وأعلاها منزلة، والمشتغلون به داعون إلى الخير، وأعظم الخير نشر العلم، وأفضل العلم كلام الله، وذلك لأن نفع تعليم القرآن من النفع المتعدي الدائم، الذي يثاب عليه صاحبه بعد مماته، فعن سهل بن معاذ بن أنس عن أبيه أن النبي صلى الله عليه وسلم قال من علَّم علمًا فله أجر من عمل به، لا ينقص من أجر العامل.[61]
7. عن عبد الله بن عمرو بن العاص قال عليكم بالقرآن فتعلَّموه وعلموه أبناءكم، فإنكم عنه تسألون، وبه تجزون، وكفى به واعظًا لمن عقل.[62][63]